# Thermes de Saint-Saloine de Saintes
Les thermes de Saint-Saloine désignent les vestiges de l'un des deux anciens établissements de thermes romains identifiés dans la ville gallo-romaine de Mediolanum Santonum (Saintes) en Charente-Maritime.
Les thermes monumentaux constituent, vers la fin du Ier siècle apr. J.-C., la troisième phase de construction sur un site occupé depuis le début de notre ère, mais les aménagements précédents, qui n'ont laissé que des traces fugaces, sont mal caractérisés ; c'étaient des ateliers ou des habitations, un édifice public inconnu. La moitié du complexe thermal reste inaccessible ou a été détruite. Les vestiges subsistant permettent toutefois d'esquisser le plan général de l'ensemble dont la façade méridionale a pu être aménagée en fontaine monumentale, bien que cette dernière proposition fasse débat.
Les vestiges sont classés comme monuments historiques en 1904. Ils constituent l'un des quatre monuments antiques encore visibles en élévation dans la ville, avec l'arc de Germanicus, l'amphithéâtre et le rempart gallo-romain.

## Localisation

Vestiges antiques de Medialonum Santonum.

Les thermes de Saint-Saloine occupent la partie centrale de la ville antique de Mediolanum Santonum, capitale de la civitas des Santons, lorsque celle-ci est à son apogée. Au sommet de la colline du même nom et dont la crête est orientée ouest-est, à une altitude voisine de 30 m, ils dominent la vallée de la Charente qui coule à l'est du site et le ravin de Saint-Saloine qui s'étend 15 m plus bas vers le sud. Dans l'Antiquité ce ravin, certainement plus étroit et profond qu'à l'époque contemporaine, est parcouru par un ruisseau qui se jette dans la Charente.
Dans la ville contemporaine, les vestiges des thermes sont situés dans la partie septentrionale, au sein du quartier Saint-Vivien. Ils sont longés au nord par la rue des Thermes romains qui les sépare du cimetière Saint-Vivien.
L'arc de Germanicus, l'amphithéâtre, le rempart gallo-romain et les thermes de Saint-Saloine sont les seuls vestiges antiques de Saintes visibles en élévation.

## Mentions historiques, fouilles et études archéologiques

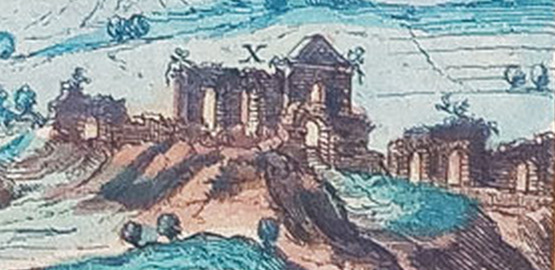
Vestiges des thermes et de l'église Saint-Saloine sur le plan de Georg Braun.

Les vestiges des thermes figurent en élévation sur un plan cavalier dessiné par Georg Braun en 1560. Ils restent connus comme ruines antiques, mais le souvenir de leur fonction initiale s'est perdu — ils sont assimilés à un temple, communément dédié à Minerve — et ils sont détruits en plusieurs étapes, en 1729 puis au XIXe siècle.
C'est en 1880 que Camille de La Croix démontre que les ruines de Saint-Saloine ne sont pas celles d'un temple, mais de thermes romains,. Des fouilles, dont rien n'est connu, sont entreprises par la famille Morand ou Moran, propriétaire du site, dans les deux dernières décennies du XIXe siècle.
Après le classement du site comme monument historique en 1904, des fouilles importantes sont entreprises en 1906 par la Commission des arts mais les résultats n'en sont pas publiés.
Des interventions d'entretien, réalisées dans les années 2010 dans le cimetière Saint-Vivien et dont les conclusions ne sont pas détaillées, semblent de nature à remettre en cause une partie des connaissances concernant ce complexe thermal.

## Histoire
Trois états successifs sont attestés. Si la chronologie relative en est certaine, la chronologie absolue n'est pas assurée et ne repose que sur la comparaison des vestiges avec ceux d'autres constructions.
Le site des thermes est partiellement occupé, sans doute à l'époque augusto-tibérienne, par des habitations ou des ateliers dont ne subsistent que de rares vestiges de murs (état 1).
Dans la seconde moitié du Ier siècle, un nouvel aménagement intervient (état 2) ; il n'a laissé que peu de traces. Il est repérable sous la forme d'un mur puissant muni de contreforts délimitant une voie nord-sud et sur lequel s'appuie le mur oriental de thermes ; sa maçonnerie très soignée suggère qu'il s'agit d'un bâtiment public implanté dans ce qui est alors la périphérie nord de la ville. Plus au sud, une structure comporte une abside ayant pu renforcer un mur de soutènement dont la terrasse supérieure, fortement surélevée, supporte certainement un sanctuaire.
La construction des thermes monumentaux intervient, selon toute probabilité, dans le dernier quart du Ier siècle (état 3) comme l'aqueduc qui les alimente certainement, avec une phase d'embellissement à la charnière des IIe et IIIe siècles.
Les thermes sont abandonnés dès l'Antiquité tardive, mais la date ne peut pas être précisée davantage. Plusieurs raisons peuvent être invoquées, seules ou conjointes : une désaffection de la population pour l'usage des thermes, le climat d'insécurité montant dans l'Empire, l'impossibilité matérielle d'assurer l'entretien très coûteux de ces édifices.

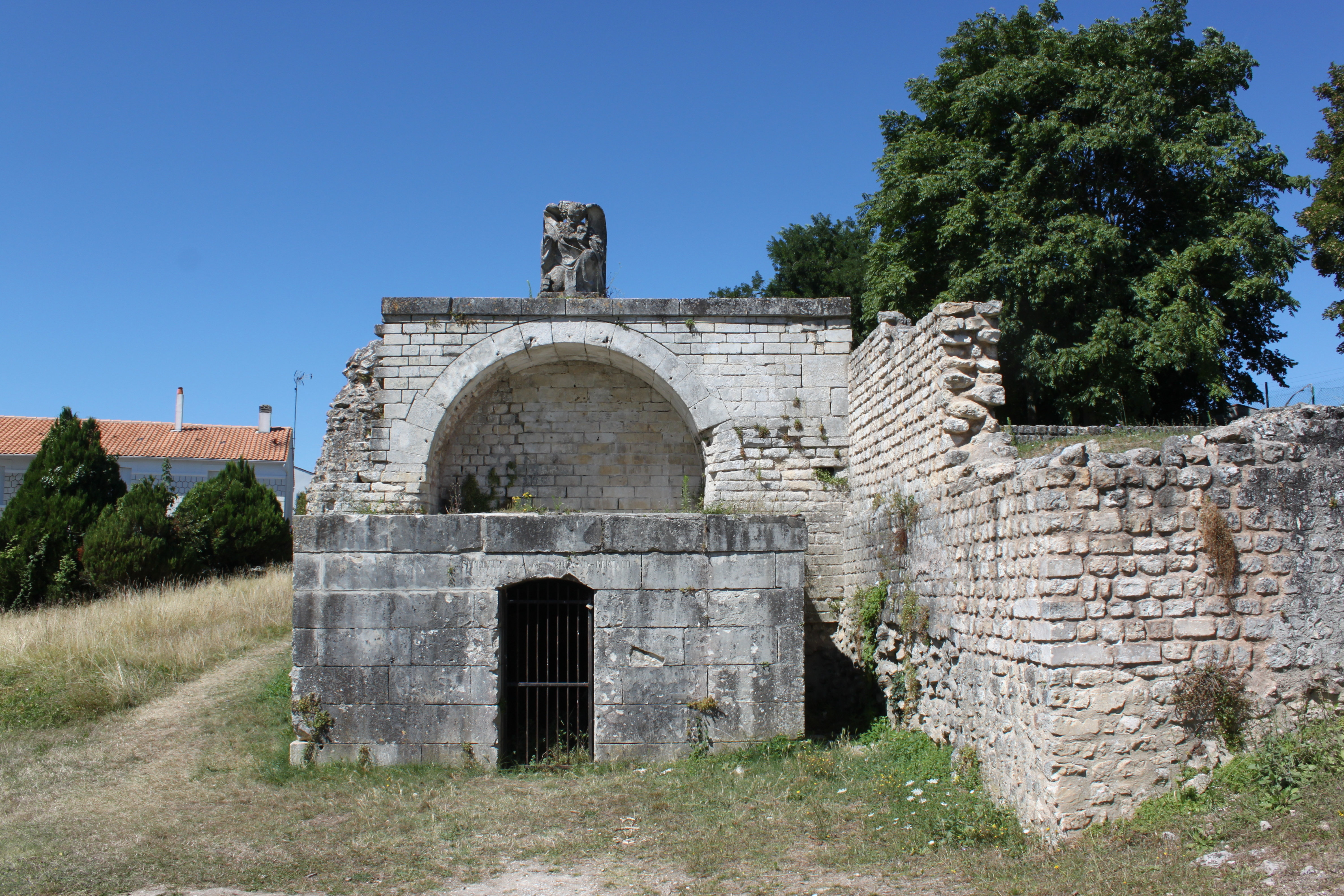
Tombeau Morand (1885).

La superficie de l'ancienne métropole passe de près de cent hectares à un peu plus de quinze hectares, et des quartiers entiers sont abandonnés. La plupart des bâtiments publics sont détruits ou réaffectés. Les thermes sont sans doute convertis en sanctuaire paléochrétien, puis en église romane dédiée à saint Saloine, ce qui les sauve en partie de la destruction.
En 1885, la famille Morand (ou Moran), propriétaire du terrain, fait construire un tombeau en utilisant le mur oriental de l'une des pièces. Ce tombeau, voûté en plein cintre, est surmonté d'une statue allégorique du Temps.
Le site des thermes de Saint-Saloine est classé monument historique depuis le 25 mai 1904.

### Thermes monumentaux

Plan schématique des thermes (2006).

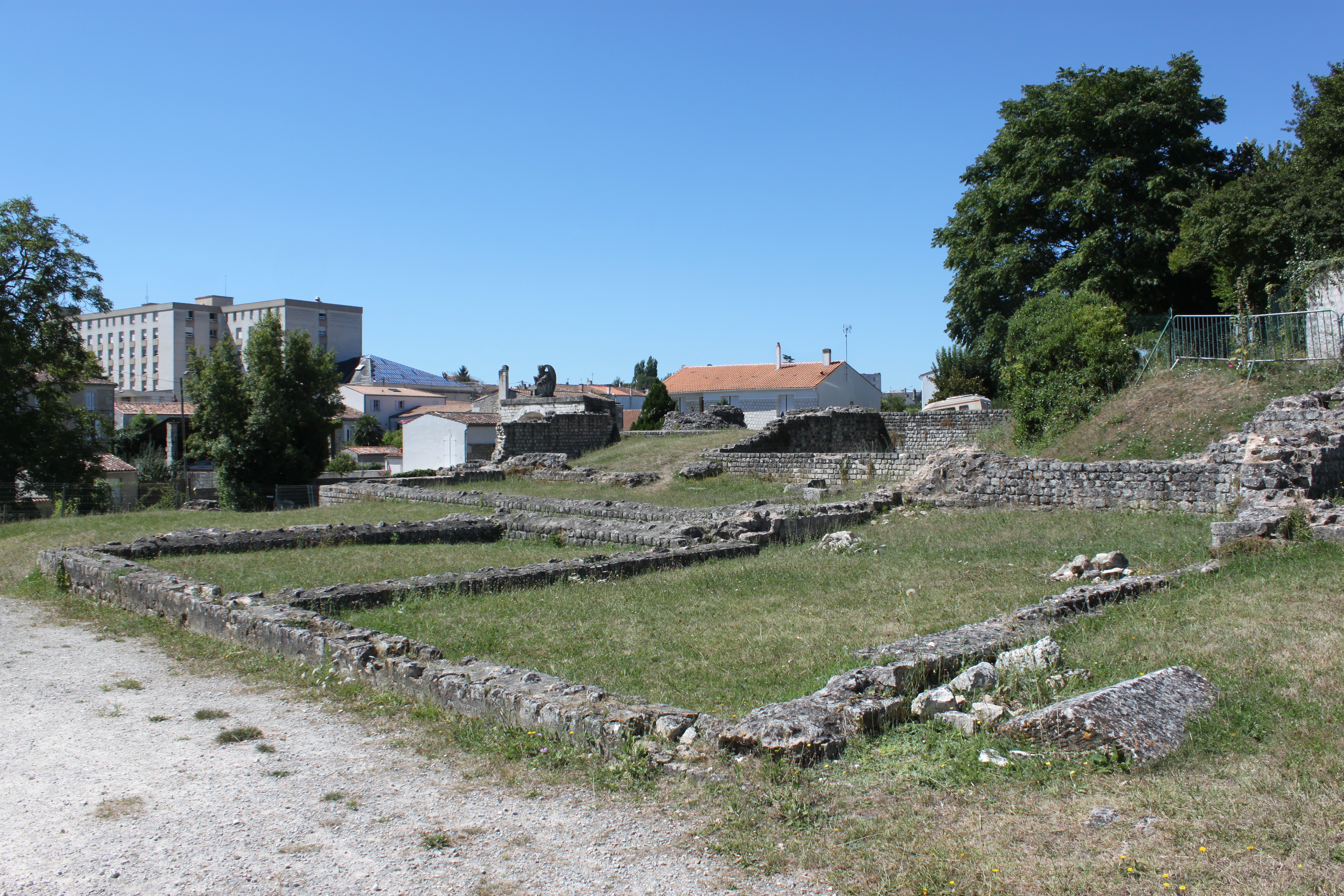
Vue générale vers le sud-ouest.

Des aménagements ultérieurs du site, et notamment la création vers 1835 du cimetière Saint-Vivien puis ses agrandissements successifs jusque dans les années 1970, empêchent de reconstituer l'intégralité du plan des thermes. Leurs parties nord et ouest sont totalement manquantes.
Une symétrie selon un axe nord-sud traversant le caldarium est toutefois envisagée ; dans ces conditions, la plupart des pièces de la moitié orientale seraient « dupliquées » dans la moitié occidentale à l'image des thermes de Néron dont le plan est largement diffusé dans l'Empire romain. À l'exception d'un lit unique retrouvé à la base d'un mur et servant sans à doute à rattraper une différence de niveau, aucune terre cuite architecturale ne semble entrer dans la composition de la maçonnerie, entièrement composée de moellons en opus vittatum.
L'ensemble du complexe thermal peut mesurer environ 80 m du nord au sud.

#### Espaces du parcours thermal
La partie nord des thermes est occupée par la palestre, de forme rectangulaire ou trapézoïdale selon l'orientation supposée de la voie qui la limite au nord. Cette palestre est entourée, au moins à l'est et au sud, d'un portique à colonnades une piscine (natatio) est peut-être aménagée sur une partie de son emprise.
Au sud de la palestre, une pièce pourvue à son extrémité orientale d'une abside est interprétée comme le frigidarium, l'abside pouvant accueillir un bassin ou une piscine ; un fragment de mosaïque retrouvé lors des fouilles peut y être rattaché. Les murs de cette pièce, peu épais, ne peuvent supporter qu'une couverture sur charpente en bois ; cette contrainte a peu d'importance, s'agissant d'une pièce non chauffée pour laquelle l'isolation thermique n'est pas primordiale.
Encore plus au sud, une pièce chauffée, ce qui se reconnaît à l'épaisseur de ses murs destinés à supporter une voûte maçonnée, est considérée comme le laconicum.
La pièce la mieux connue des thermes, car la mieux conservée, est en forme de rectangle d'une superficie intérieure de 198,96 m2. Ses parois épaisses (plus de trois mètres au sud) et son sol vraisemblablement établi sur hypocauste, attestent qu'il s'agit là aussi d'une pièce chauffée, très certainement le caldarium. Elle jouxte au sud le laconicum avec lequel elle se trouve en communication directe. Ses murs nord et sud sont, intérieurement et extérieurement, pourvu d'exèdres. Il est très probable qu'elle comporte un ou plusieurs bassins ; ceux-ci pouvant difficilement prendre place dans les exèdres ouvertes vers l'intérieur, il faut imaginer un dispositif central, unique ou non, d'une forme et d'une taille inconnues. La décoration de la pièce doit être riche, comme le suggèrent des fragments de plaques de marbre de couleurs variées retrouvées lors des fouilles. Le caldarium constitue la limite méridionale des thermes ; il est éclairé, côté sud, par une grande baie ou deux plus petites.

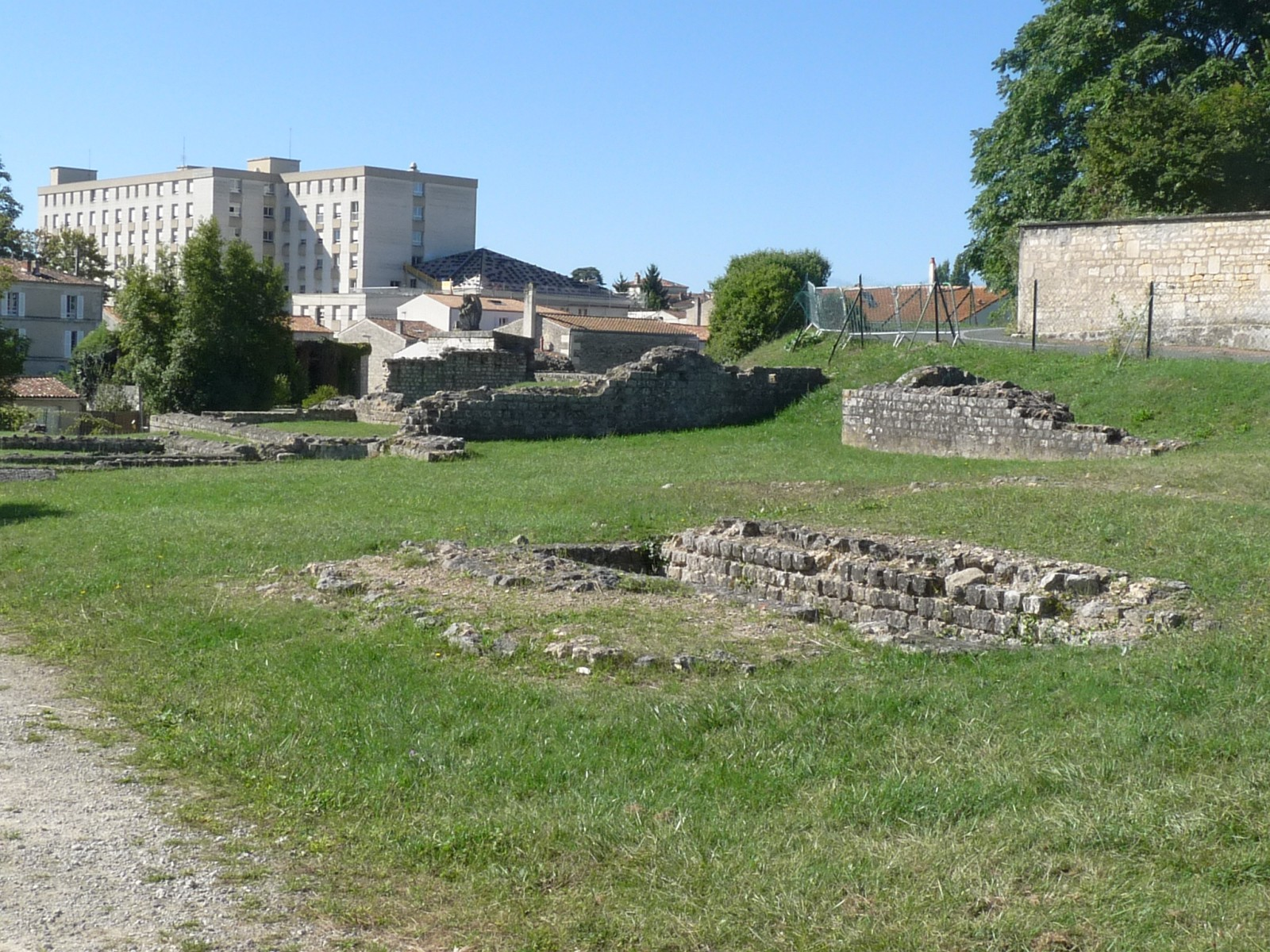
Angle sud-est de la palestre (arrière-plan à droite).
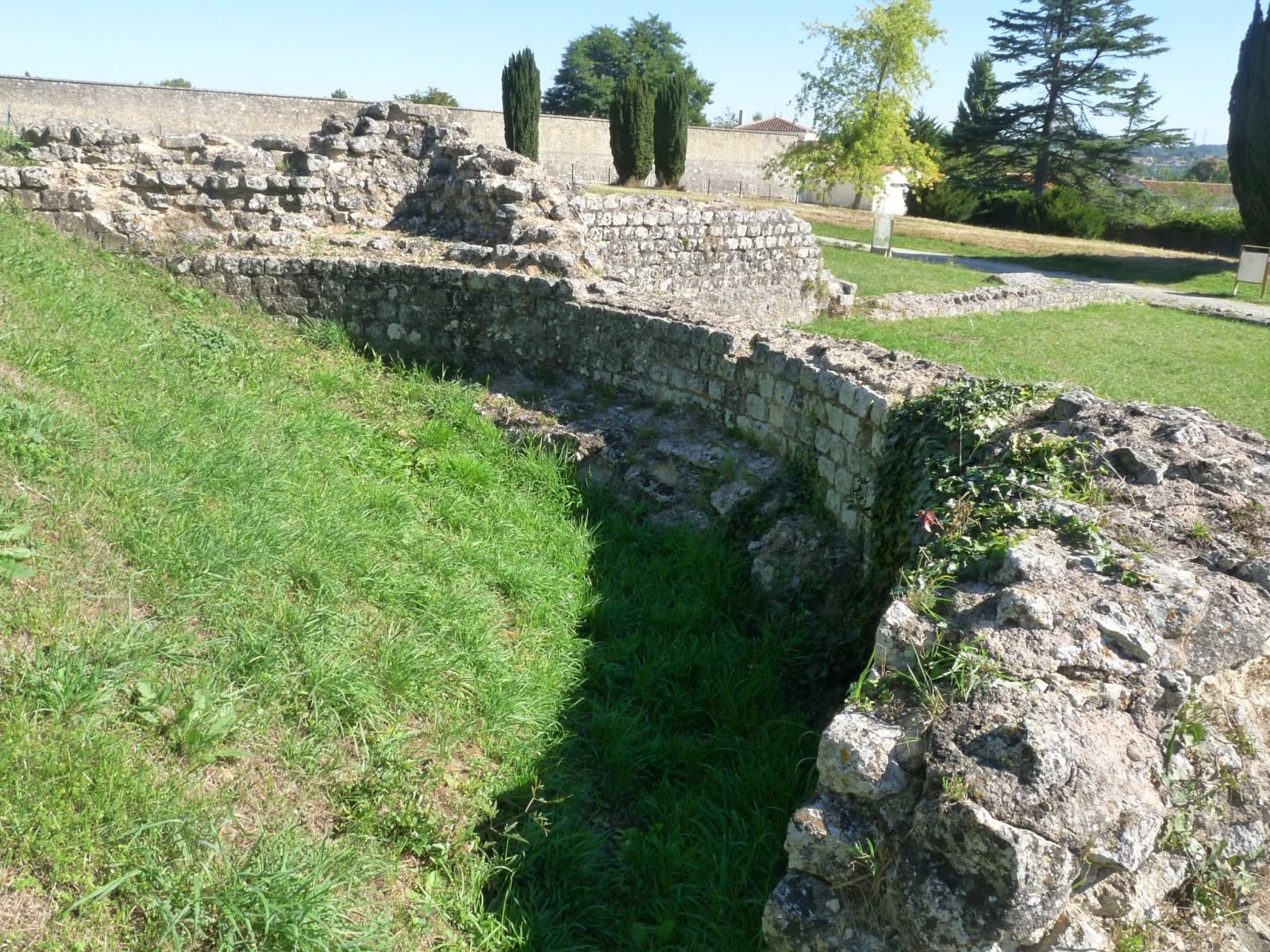
Abside du frigidarium.
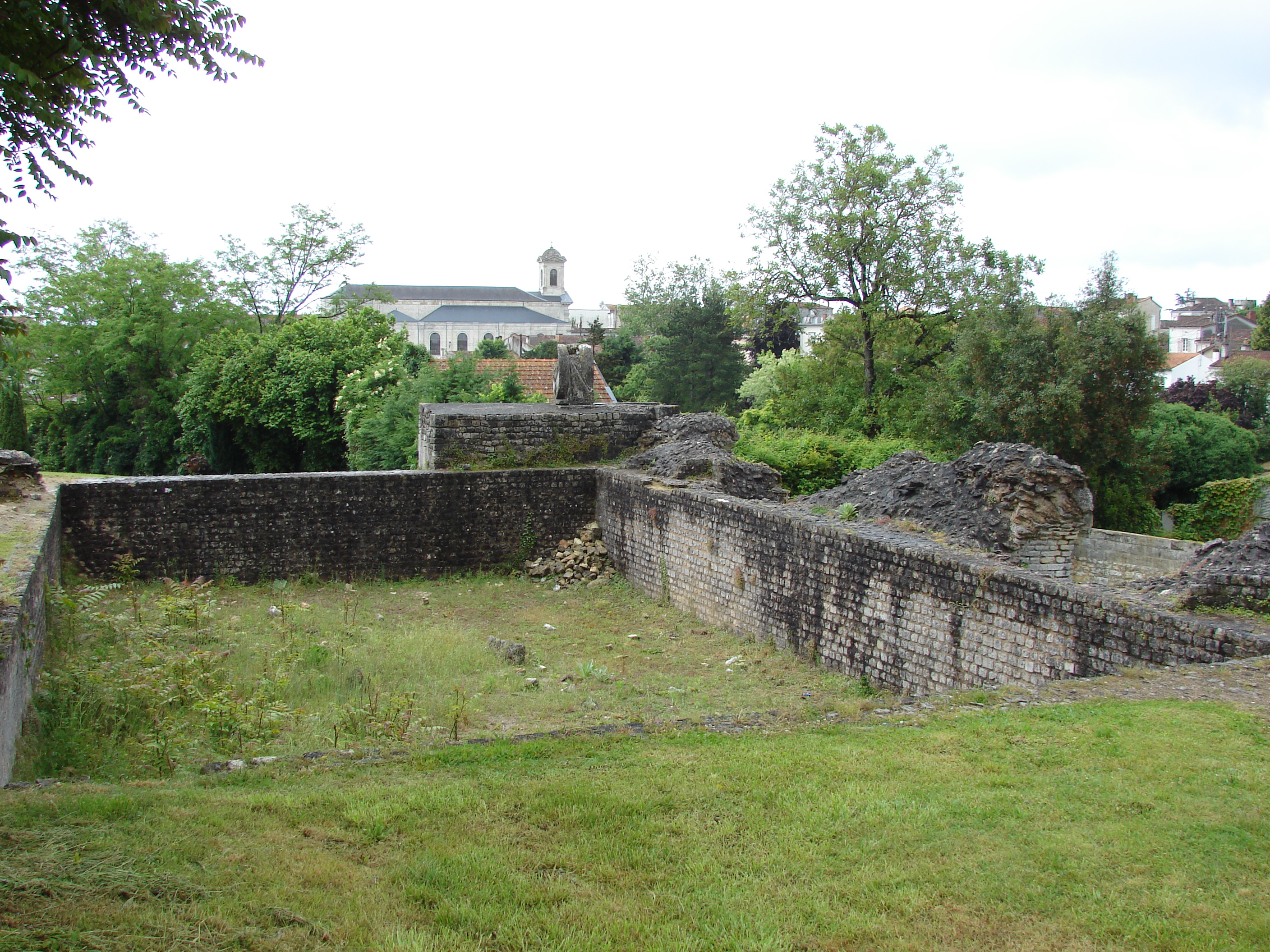
Vue intérieure du caldarium.

#### Pièces et aménagements de service
Outre les pièces parcourues par les usagers des thermes lors de leur séjour, qui se déroule selon des pratiques bien codifiées dans l'ordre de visite successif des pièces, l'établissement se compose également de pièces de service et de couloirs plus spécifiquement destinés aux employés qui assurent le fonctionnement et l'entretien des bains ainsi que de dispositifs permettant l'alimentation et l'évacuation des eaux.
C'est ainsi que le laconicum dispose, contre son mur oriental, d'un praefurnium assurant le chauffage de la pièce. De la même manière, le caldarium semble chauffé, à l'ouest comme à l'est, par deux ensembles comprenant un praefurnium et une chambre de chauffe. Du côté oriental, la chambre de chauffe aurait pu recevoir une citerne destinée à stocker l'eau ; surélevée sur une plateforme, elle semble accessible grâce à un escalier ménagé dans la pièce elle-même.
Il est très probable que les thermes soient alimentés en eau par l'aqueduc du Douhet, même si les preuves archéologique manquent pour l'attester ; l'eau arrive sans doute depuis le sud, après avoir franchi le ravin par un dispositif inconnu (pont ou siphon), dans un réservoir à partir duquel elle est répartie dans les chambres de chauffe. Par contre, un dispositif d'évacuation des eaux des différentes piscines est mis en évidence : un égout court du nord au sud, depuis la palestre jusqu'au mur méridional des pièces de service. Il collecte sans doute, au passage, les eaux de pluie des toits et des caniveaux bordant les portiques ; l'un de ces caniveaux est particulièrement bien conservé.

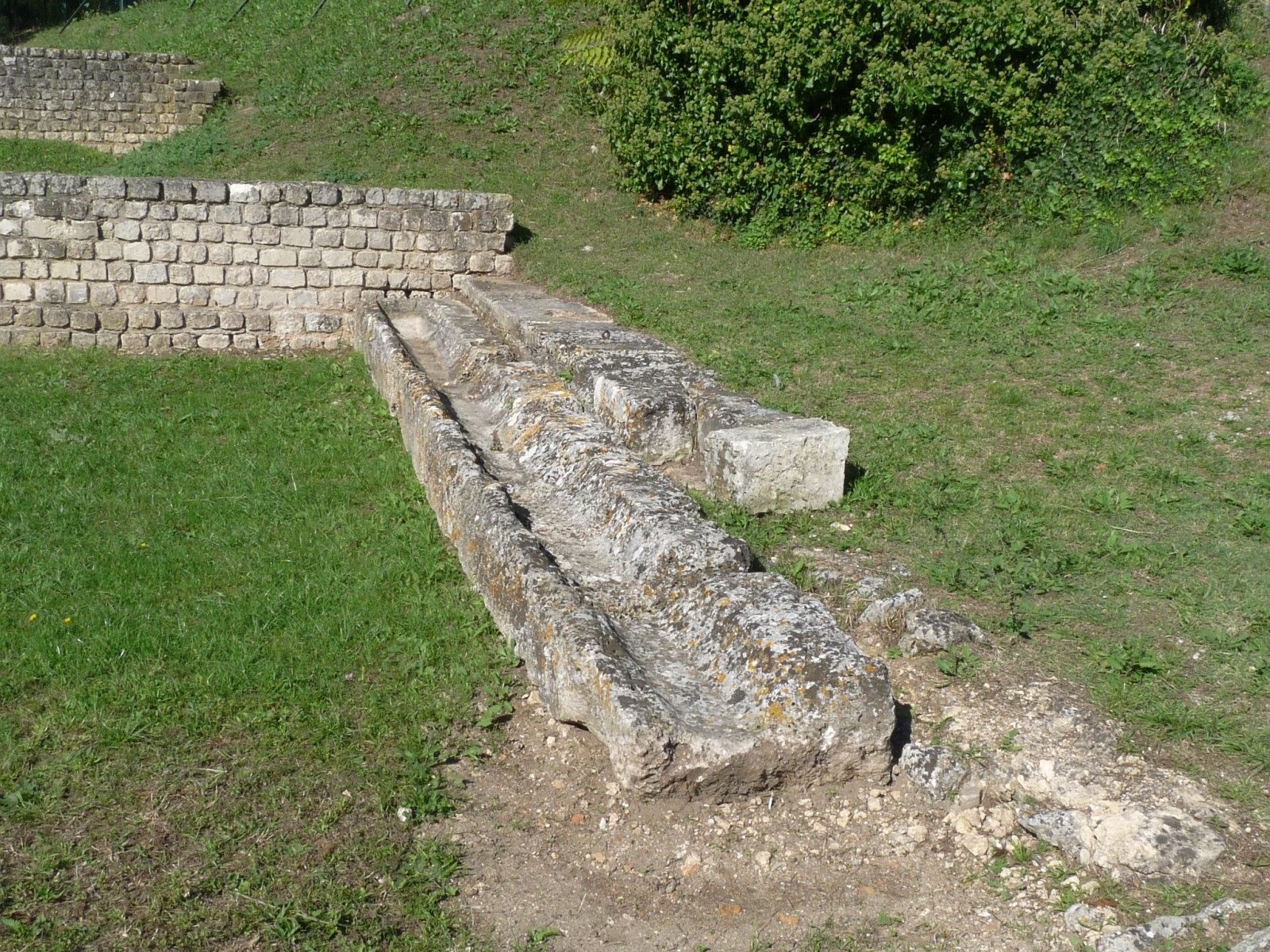
Caniveau du portique.
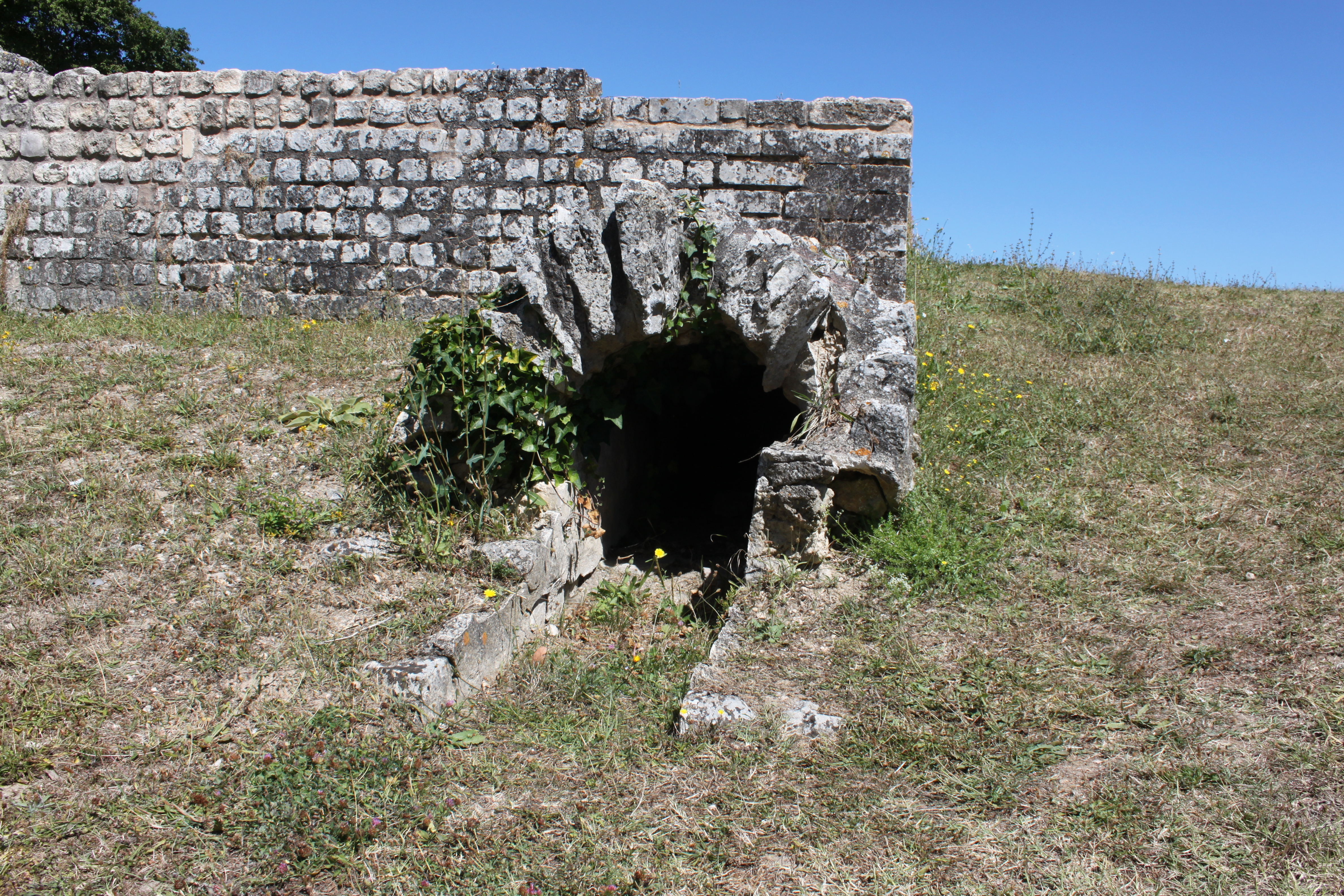
Débouché d'un égout.

### Fontaine

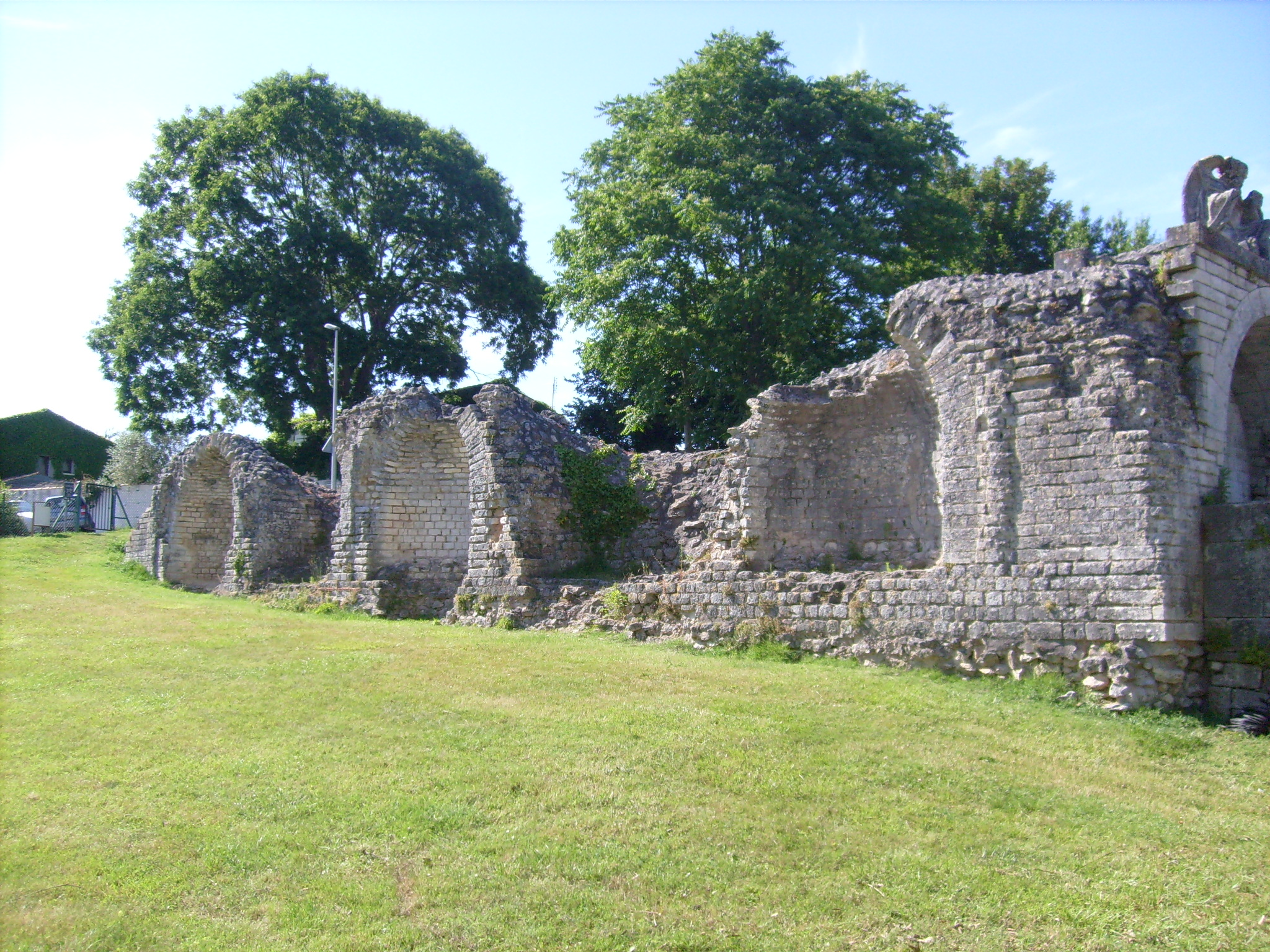
Vestiges de la fontaine.

Le mur méridional de soutènement du caldarium présente extérieurement une alternance de trois exèdres de plan arrondi, dont l'une en position médiane, et de deux exèdres de plan quadrangulaire ; toutes les cinq sont hautes de 2,80 m, larges de 2,70 m environ et préfonfonde de près de 1,40 m. Outre une fonction de soutènement pour la terrasse supportant le caldarium, ce dispositif aurait été aménagé en fontaine monumentale, la base de chaque exèdre recevant un bassin faisant partie d'une ensemble s'étendant, devant la mur, sur toute la largeur de la fontaine.

Plan hypothétique de la fontaine (2006).

Cette fontaine est sans doute alimentée en eau par le même aqueduc que les thermes. Les exèdres quadrangulaires auraient accueilli les tuyauteries en plomb amenant l'eau et débouchant en partie supérieure des niches au travers de mascarons ; la récupération de ces tuyaux lors du démantèlement des termes expliquerait le fort état de dégradation de ces niches, comparé à celles arrondies dont la voûte en cul-de-four est encore nettement discernable. Le décor de cette fontaine est inconnu ; tout au plus des fragments de béton rouge au tuileau ont-ils été mis en évidence.
La situation de ce monument, en haut du coteau dominant le ravin relié à la vallée de la Charente, renforce encore son aspect monumental.

### Abords

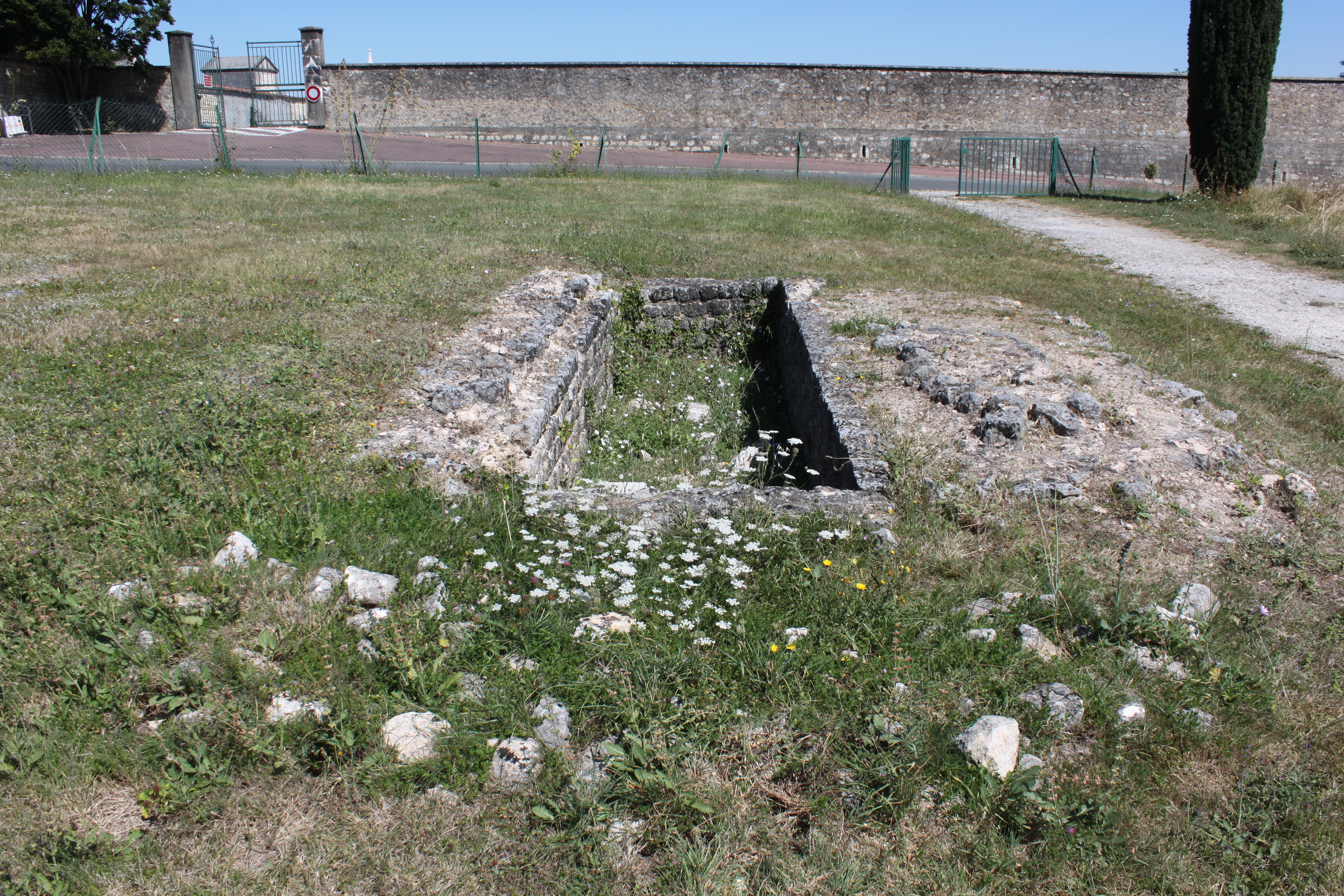
Possible fontaine en bordure de la voie passant à droite sur l'image.

Au nord, un decumanus (voie est-ouest) large de 7 à 10 m sépare les thermes au sud d'un îlot d'habitation au nord. Son orientation n'est pas clairement attestée : il peut être rigoureusement orthogonal par rapport au cardo (voie nord-sud) qu'il traverse, ou être implanté légèrement en biais.

Plan schématique du cardo longeant les thermes.

Les thermes sont longés à l'est par un cardo qui est probablement bordé de boutiques ou d'ateliers le séparant des thermes. Le mur de fond de ces constructions, qui aussi le mur délimitant les thermes à l'est, s'appuie sur le mur renforcé du deuxième état. Ces boutiques ou ateliers sont précédés d'un portique à colonnades sur mur stylobate. Ce mur s'interrompt au droit d'une des cellules qui, au lieu d'accueillir une boutique, pourrait être aménagée en petite fontaine. La largeur du cardo n'est pas connue, les fouilles n'ayant pas reconnu sa limite orientale.
Au sud, le cardo semble aboutir sur un mur de soutènement renforcé par une exèdre. L'interprétation de ce dernier aménagement fait débat. Pour Alain Bouet, ce mur supporte un sanctuaire du second état du site, qui a pu pour l'occasion être agrandi ; ce sanctuaire serait composé d'une cella en partie supérieure, au niveau de la voie — une construction en deux temps est probable —, l'éxèdre du mur de soutènement accueille peut-être une statue monumentale, à laquelle pourrait appartenir un pied en marbre de Carrare retrouvé dans les fouilles ; dans ces conditions, la cardo se termine au sud en impasse. D'autres auteurs, comme Jean-louis Hillaret, soutiennent une thèse déjà évoquée au XIXe siècle : le mur de soutènement est la culée d'un pont permettant au cardo de franchir le ravin et cette voie est alors considérée comme le cardo maximus de la ville, qu'elle traverse du nord au sud.
Un édifice, construit en opus mixtum et interprété plus tard comme des latrines, a été décrit en 1896 par Auguste-François Lièvre et un plan les représentant suggère qu'elles pouvaient accueillir trente-sept personnes à la fois. Une pierre creusée retrouvée dans le secteur pourrait appartenir au dispositif de nettoyage de l'éponge collective servant à la toilette intime après utilisation. Cependant, cette description n'indique pas la localisation précise de cet aménagement dans la ville antique. Il est possible qu'il se soit situé au sud du complexe thermal.

## Vestiges
Du bâtiment d'origine ne subsistent que quelques pans de mur présentant des niches de soutènement, vestiges du mur méridional du caldarium qui a pu être aménagé en fontaine monumentale.
Quelques pierres témoignent de l'édifice religieux Saint-Saloine établi ultérieurement ; le sanctuaire paléochrétien, endommagé, disparaît au XVIIIe siècle.
Des fouilles ont permis de retrouver de nombreux sarcophages antiques et médiévaux dans le périmètre entourant l'ancienne église, prouvant la transformation du site en nécropole durant l'antiquité tardive et le haut Moyen Âge.